# Явлінський Григорій Олексійович
Григо́рій Олексійович Явлінський (рос. Григо́рий Алексе́евич Явли́нский; нар. 10 квітня 1952, Львів, УРСР, СРСР) — радянський і російський політик та економіст українського походження, голова федерального політичного комітету партії «Яблуко».
У 1993 року — один з лідерів виборчого блоку «Явлінський—Болдирєв—Лукін (ЯБЛуко)», засновник громадського об'єднання (з 1995) і політичної партії «Яблуко» (з 2001), керівник згаданих організацій в 1993-2008 роках. Керівник фракції «Яблуко» в Держдумі Росії 1, 2 і 3 скликань. Керівник фракції «Яблуко» в Законодавчих зборах Санкт-Петербурзі 5 скликання. Кандидат у Президенти Росії в 1996 і в 2000 роках, намагався взяти участь в президентських виборах 2012, однак ЦВК відмовила йому в реєстрації. Доктор економічних наук.

## Сім'я
Мати, Віра Наумівна — народилася 1924 року в м. Харкові. Відразу після війни переїхала з родиною з Ташкенту, де сім'я мешкала під час евакуації — в місцевість поблизу Львова. Закінчила з відзнакою хімічний факультет Львівського університету. Викладала хімію в інституті.
Батьки поховані у м. Львові.
Брати Григорій (1952) та Михайло (1957). Михайло мешкав у Львові і займався малим бізнесом.

### Дружина, діти
Одружений, виховує двох синів.
Дружина — Олена Анатоліївна (до шлюбу Смотряєва), інженерка-економістка, працювала в інституті вугільного машинобудування (НДІ «Гіпроуглемаш») до «перебудовних» скорочень.
Рідний молодший син, Олексій, 1981 р.н., захистив кандидатську дисертацію, працює інженером-дослідником зі створення комп'ютерних систем.
Названий старший син від першого шлюбу дружини, Михайло, 1971 р.н., закінчив фізфак МДУ по кафедрі теоретична фізика та спеціальності «ядерна фізика», працює журналістом. З дитинства займався музикою, грав на фортепіано, складав. У 1994 році, коли почалася Перша чеченська війна, Михайло став жертвою політичного шантажу. Його було викрадено невідомими, особи яких так і не були встановлені. Явлінський отримав пакет. Відрубаний палець правої руки сина був загорнутий у записку приблизно такого змісту: «Не підеш з політики, відріжемо синові голову». Відразу після цього Михайла відпустили. Лікарями була проведена успішна відновна операція. Після цього випадку сини Григорія Явлінського переїхали до Лондону задля безпеки.
Володіє англійською та українською мовами.

## Позиція стосовно України
Критикував анексію Криму. Виступав за звільнення ув'язненого у Росії українського режисера Олега Сенцова.
Наприкінці січня 2022 року, разом з іншими деякими відомими вченими, письменниками, журналістами, правозахисниками Росії виступив проти можливої війни з Україною та підписав «Заяву прихильників миру проти Партії Війни у російському керівництві», яка була опублікована на сайті видання «Ехо Москви».